# Alodium
Alodium (łac. allodium) – funkcjonująca w średniowiecznym systemie prawa feudalnego forma własności nieruchomości. Była to ziemia stanowiąca nieograniczoną własność, wolną od zobowiązań i ciężarów feudalnych, czym różniła się od lenna. Nazywana również własnością bezwarunkową oraz własnością dziedziczną.
Wyraz alodium pochodzi od średniowiecznego łacińskiego allodium wywodzącego się z kolei z frankońskiego wyrazu alod będącego zbitką słów al (wszystko) oraz ōd (własność).
W Europie Zachodniej własność alodialna występowała tylko gdzieniegdzie, w szczególności na tych obszarach, na których zachowały się silne wpływy prawa rzymskiego, na przykład w południowej Francji. Istniało tam nawet łacińskie powiedzenie: lex Romana, mater allodiorum ("prawo rzymskie matką alodiów").
Nieco inaczej rzecz się przedstawiała w Europie Wschodniej, a zwłaszcza w Polsce, w której własność feudałów zachowała charakter alodialny, w dużej mierze w wyniku rozwoju demokracji szlacheckiej. Istniały wprawdzie klasyczne lenna, których właściciele posiadali własnych lenników, było ich jednak niewiele i znajdowały się głównie na Wschodnich Kresach Rzeczypospolitej, na których własność ziemska została skoncentrowana w rękach wielkich magnatów (na Rusi nosiła nazwę вотчина czyli "ojcowizna"). Współistnienie własności alodialnej i demokracji szlacheckiej zaowocowało swoistym sprzężeniem zwrotnym: alodia wzmacniały pozycję szlachty, co z kolei skutkowało wprowadzaniem uregulowań zakazujących przekształcania królewszczyzn w lenna, a także likwidacją nakładanych na szlacheckie posiadłości ograniczeń.